# Свищево (Пителинский район)
Свищёво — село в Пителинском районе Рязанской области. Входит в Нестеровское сельское поселение.

## География
Находится в северо-восточной части Рязанской области на расстоянии приблизительно 9 км на юг по прямой от районного центра поселка Пителино.

## История
Образовалось в конце XVII века как выселок из села Нестерово. Названо по имени Ивана Свищева, одного из владельцев. Альтернативное название Знаменское связано было с тогдашней местной церковью (не сохранилась). В 1862 году здесь (село Елатомского уезда Тамбовской губернии) было учтено 100 дворов. В 1862 году была построена Казанская церковь.

## Население
Численность населения: 1100 человек (1862 год), 1490 (1914), 80 в 2002 году (русские 71 %, азербайджанцы 29 %), 68 в 2010.